# Marina nutans
Marina nutans är en ärtväxtart som först beskrevs av Antonio José Cavanilles, och fick sitt nu gällande namn av Rupert Charles Barneby. Marina nutans ingår i släktet Marina och familjen ärtväxter. Inga underarter finns listade i Catalogue of Life.